# Schizocosa saltatrix
Schizocosa saltatrix là một loài nhện trong họ Lycosidae.
Loài này thuộc chi Schizocosa. Schizocosa saltatrix được Nicholas Marcellus Hentz miêu tả năm 1844.